# Donji Meljani
Donji Meljani – wieś w Chorwacji, w żupanii virowiticko-podrawskiej, w mieście Slatina. W 2011 roku liczyła 259 mieszkańców.